# أليكس كرامر
أليكس كرامر هو كاتب أغاني كندي، ولد في 30 مايو 1903 في مونتريال في كندا، وتوفي في 10 فبراير 1998.

## وصلات خارجية
- أليكس كرامر على موقع IMDb (الإنجليزية)
- أليكس كرامر على موقع ميوزك برينز (الإنجليزية)